# Běloreck
Běloreck (rusky Белоре́цк, baškirsky Белорет – Beloret) je okresní město, správní centrum Běloreckého okresu v Baškortostánu v Ruské federaci. Při sčítání lidu v roce 2010 měl Běloreck bezmála sedmdesát tisíc obyvatel.

## Poloha a doprava
Běloreck leží v oblasti Jižního Uralu na řece Bělaji, levém přítoku Kamy.
Od Ufy hlavního města republiky, je Běloreck vzdálen přibližně 250 kilometrů jihovýchodně. Z Ufy vede do Bělorecku železniční trať, která dále pokračuje do Magnitogorsku.

## Dějiny
Běloreck vznikl v roce 1762 jako dělnické sídlo u nově založené železárny. Městem je od roku 1923.

### Rodáci
- Sergej Paramonov (* 1945), sovětský šermíř
- Lilija Šobuchovová (* 1977), ruská běžkyně